# Michał Wasylewicz Czartoryski
Michał Wasylewicz Czartoryski (zm. 1489) – namiestnik bracławski, wraz z braćmi Aleksandrem i Iwanem w 1442 otrzymał od Świdrygiełły dobra na Wołyniu, w tym późniejszą siedzibę rodu – Klewań.

## Drzewo Genealogiczne
| 4. Konstanty Czartoryski zm. 1390 |  |                                               |  |  |                                           |
|                                   |  | 2. Wasyl Konstantynowicz Czartoryski zm. 1416 |  |  |                                           |
| 5. NN                             |  |                                               |  |  |                                           |
|                                   |  |                                               |  |  | 1. Michał Wasylewicz Czartoryski zm. 1489 |
| 6. NN                             |  |                                               |  |  |                                           |
|                                   |  | 3. Hanna                                      |  |  |                                           |
| 7. NN                             |  |                                               |  |  |                                           |
|                                   |  |                                               |  |  |                                           |

Żoną Michała była Maria Niemir (zm. 1504/05). Para miała troje dzieci:
- Syn: Andrzej Czartoryski (zm. po 1488)
- Syn: Fiodor Michałowicz Czartoryski (zm. 1542)
- Córka: Hanna Czartoryska (zm. po 1477)